# Emirates
Emirates (arabsky طيران الإمارات‎) je letecká společnost Spojených arabských emirátů, vlastněná emirátem Dubaj založená v roce 1985. Jejím domovským letištěm je mezinárodní letiště v Dubaji, v roce 2016 to byla největší letecká společnost podle počtu přepravených pasažérů. Společnost provozuje také společnost Emirates SkyCargo, což byla v roce 2016 druhá největší letecká společnost podle přepravy tun nákladu.
Na konci roku 2017 Emirates provozovaly lety do 141 letišť v přibližně 80 zemích. Společnost má největší flotilu letadel Boeing 777 a Airbus A380 na světě. V roce 2016 společnost přepravila přes 50 milionů lidí, průměrné stáří letadel bylo 6 let. K roku 2015 měla společnost 56 725 zaměstnanců.
Společnost již od roku 2010 létá pravidelně do Prahy, v roce 2016 zavedla na lince pravidelně letoun Airbus A380. V roce 2020 byla linka z důvodu pandemie covidu-19 na čtyři měsíce přerušena.

## Historie
Emirates Airlines jsou arabské aerolinie, které vznikly 25. března 1985 a zakladatelem byla vláda emirátu Dubaj, členské země Spojených arabských emirátů. Aerolinky vznikly poté, co společnost Gulf Air začala omezovat lety do Dubaje. První let společnosti Emirates odstartoval v září stejného roku z Dubaje do pákistánského Karáčí a indické Bombaje. Pravidelné lety do Evropy byly zahájeny v červnu roku 1987 z Dubaje do londýnského Gatwicku a o tři roky později začaly Emirates létat do Singapuru.
V říjnu roku 2008 přesunul dopravce veškeré své operace na nově postavený terminál 3 na Dubajském mezinárodním letišti.[zdroj?] Ten byl speciálně postaven pouze pro tuto aerolinku. Emirates patří mezi členy holdingové společnosti Emirates Group, která aeroliniím poskytuje silné finanční zázemí. Díky tomu jsou Emirates nejrychleji rostoucím dopravcem v interkontinentální dopravě.[zdroj?]
Za rok 2010 přepravily Emirates 27,4 milionů cestujících, v roce 2016 to bylo o 25 milionů víc.

## Destinace
Emirates létají převážně na delší vzdálenosti ze svého sídla v Dubaji. Emiráty nejsou pro mnoho cestujících cílovou adresou, ale přestupním bodem zejména do Asie nebo Austrálie. Emirates mají věrnostní program pro často létající cestující, nazvaný „Emirates SkyWards“. Program je využíván více než 5,72 miliony cestujícími.[kdy?] K dispozici jsou čtyři úrovně: Blue, Silver po dosažení 25 000 mil, Gold po dosažení 50 000 mil a IO, který je připraven pouze pro vybrané zákazníky. Emirates není členem žádné aliance leteckých společností. V roce 2000 společnost tuto možnost krátce zvažovala, ale rozhodla se zůstat samostatná. Příčina tohoto rozhodnutí byla později odhalena viceprezidentem společnosti, který uvedl: “Schopnost reagovat na situaci na trhu by byla omezena kvůli nutnému souhlasu od ostatních partnerů.” 

### Praha

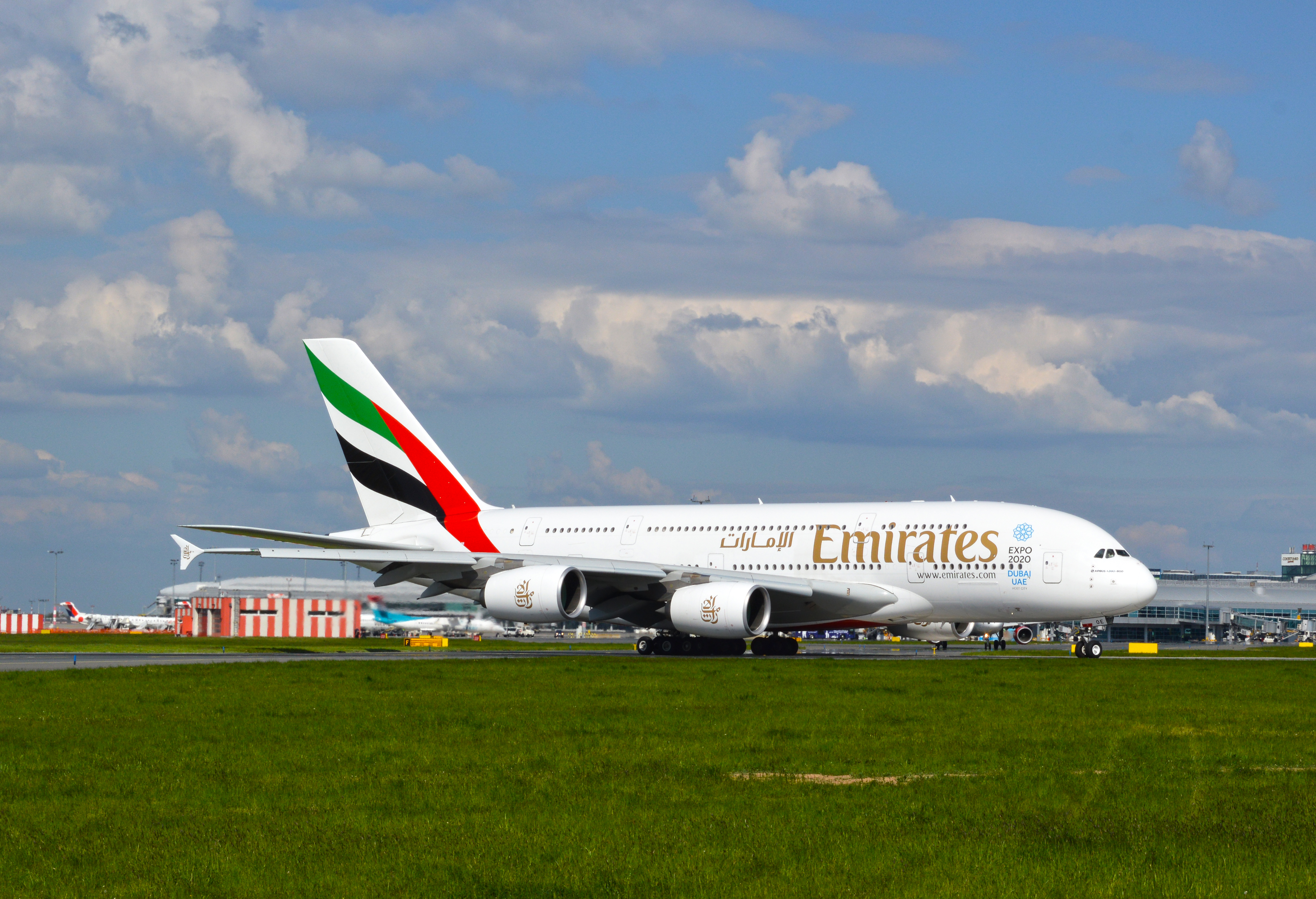
Airbus A380-800 Emirates na letišti Václava Havla, 2016

#### Linka
Společnost létá do Prahy každodenně od 1. července 2010, kdy nasadila na linku Airbus A330-200 s kapacitou 287 míst, za první rok využilo linku přes 150 000 pasažérů a bylo přepraveno půl milionů kilogramů nákladu. Po 18 měsících provozu linky, 1. ledna 2012 byl díky velké poptávce na linku nasazen letoun Boeing 777-300ER s kapacitou 364 míst. V roce 2012 společnost zaměstnávala přes 100 českých palubních průvodčích. Linku využívali převážně Češi a lidé z východního Německa.
Dne 1. května 2016 nasadila na tuto linku největší dopravní letadlo světa Airbus A380, stala se tak první leteckou společnost pravidelně provozující tento typ do Prahy, kapacita letů byla celkově navýšena o 44 %. Mezi roky 2010 až 2016 přepravila na této lince společnost více než milion cestujících. Při prvním pravidelném letu A380 byl tento typ v Praze po čtvrté, nesl imatrikulaci A6-EES.
Dne 29. dubna 2017 zasáhl letoun A380 při přistávání v Praze blesk a letadlo muselo být na noc kvůli kontrole uzemněno v Praze. Na linku byl nasazen náhradní letoun A380 z linky Londýn – Dubaj. Bylo to poprvé, co se na letišti v Praze potkaly dva Airbusy A380.
K sedmiletému výročí linky do Prahy 1. července 2017 vyslaly Emirates na pravidelnou linku A380 ve speciálním potisku „United for Wildlife" (imatrikulace A6-EER), který je součástí kampaně na ochranu volně žijících zvířat a proti ilegálnímu obchodu s ohroženými druhy. K tomuto dni bylo na této lince přepraveno více než 1,5 milionů cestujících.
Od 1. července 2018 linka dostala také druhou denní frekvenci. Tu provozoval Boeing 777-300ER, který přistával v Praze ve večerních hodinách. Doplnil tak polední frekvenci A380. Na podzim 2018 bylo oznámeno, že druhá frekvence bude od 6. listopadu 2018 až do 31. května 2019 přerušena.Společnost Emirates v srpnu 2019 oznámila zrušení druhé frekvence od června 2020. Reaguje tím na menší poptávku po letech do Dubaje.
Z důvodu pandemie covidu-19 došlo od 24. března 2020 k přerušení linky Emirates do Prahy na čtyři měsíce. Aerolinky poté obsluhovaly toto spojení letounem Boeing 777-300ER. Od 1. prosince 2024 se na tuto linku vrátil Airbus A380.

##### Reklamy

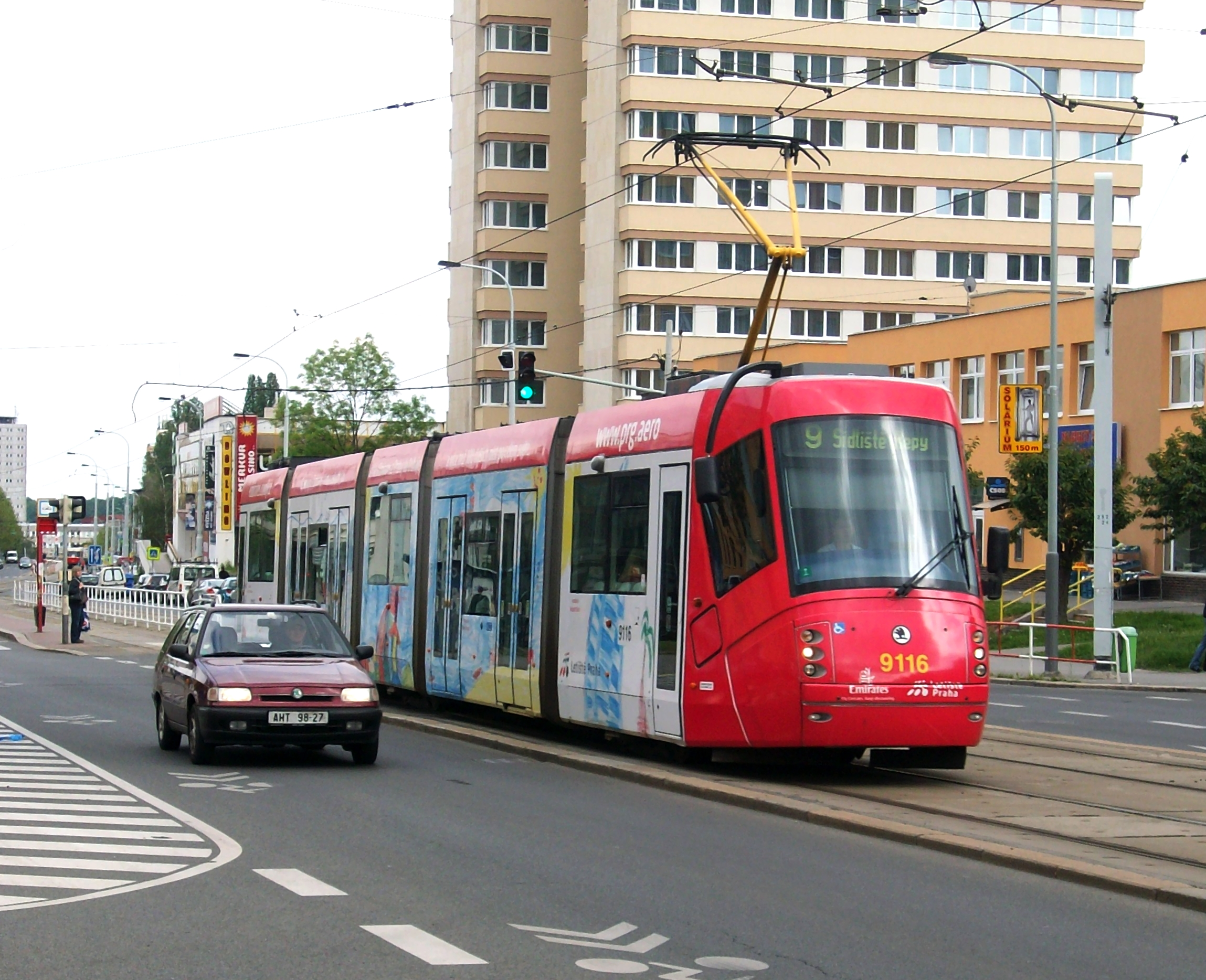
Reklama na Emirates na tramvaji Škodě 14T v Praze, 2012

Emirates v Praze také investuje do reklam. Reklamní nátěry mívá tato společnost na pražských i brněnských tramvajích – v Praze například v roce 2012 na Škodě 14T, nověji pak na tramvajích Škoda 15T. Od léta 2017 je reklamou Fly Emirates polepená celá souprava metra C. Do července 2017 provozovaly Emirates rezervační pobočku ve Slovanském domě v Praze, tu ale přesunuly na letiště.

### Codeshare
Společnost Emirates má v červenci 2017 codeshare dohodu o sdílení letů s těmito aerolinkami. Není ale členem žádné letecké aliance.
| - Air Mauritius - Alaska Airlines/Horizon Air - ASL Airlines Belgium - Bangkok Airways - Copa Airlines - Flybe - flydubai - Japan Airlines - JetBlue - Jetstar Airways | - Jetstar Asia Airways - Korean Air - Malaysia Airlines - Oman Air - Qantas - S7 Airlines - South African Airways - TAP Portugal - Thai Airways - WestJet - SriLankan Airlines |

## Flotila

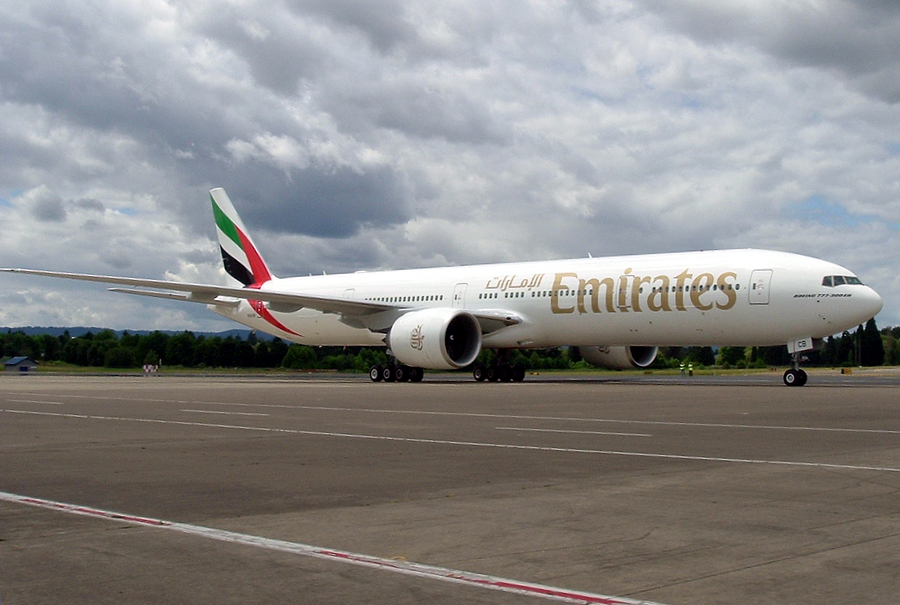
Boeing 777-300ER společnosti Emirates

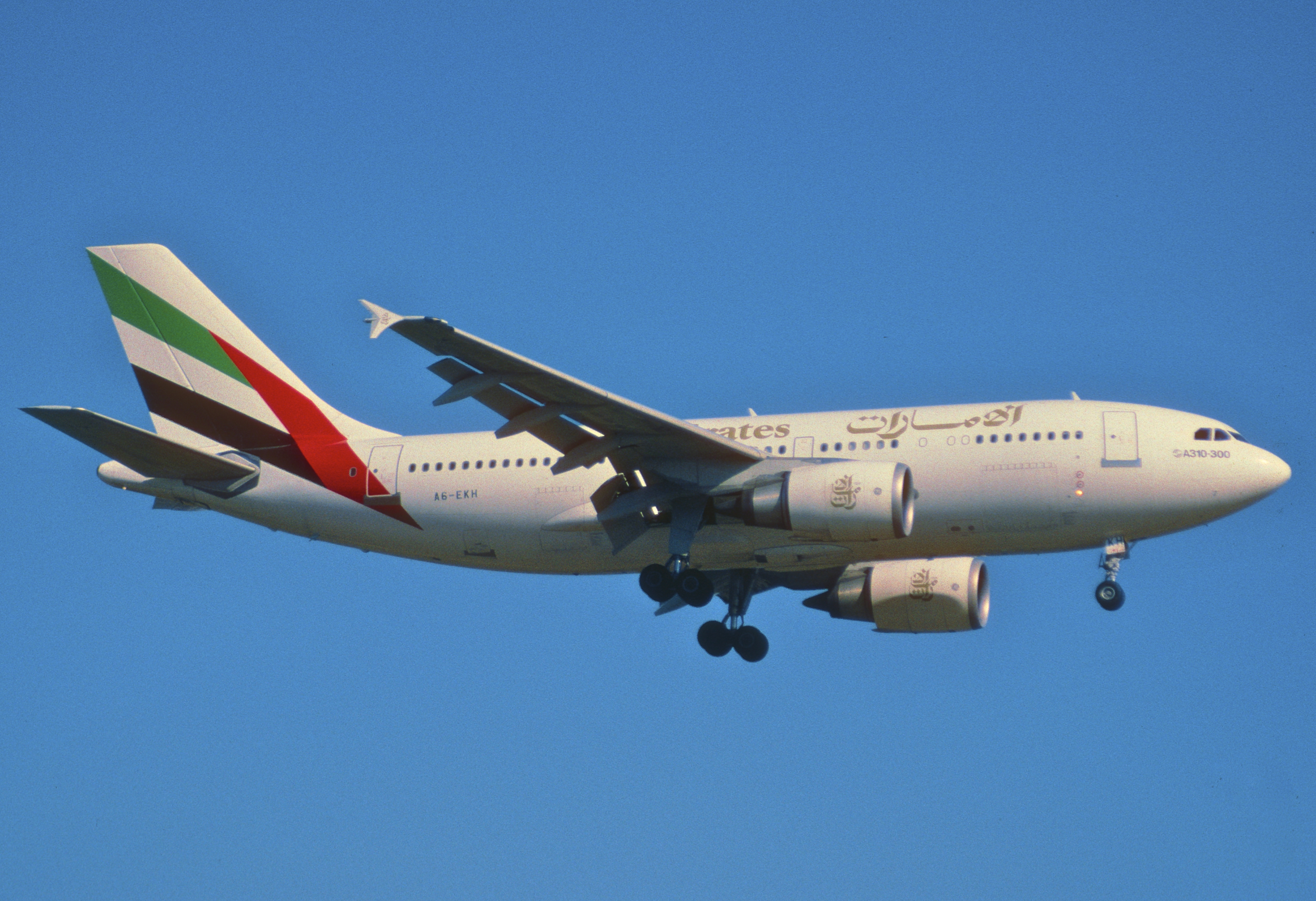
Letoun Airbus A310-300 ve starých barvách Emirates, 2000

Společnost Emirates si zakládá na dálkových letech, tudíž vlastní především širokotrupá letadla pro více cestujících a delší vzdálenosti.

### Současná
V srpnu roku 2019 se flotila Emirates mimo Emirates SkyCargo a Emirates Executive skládala z 257 letadel.
| Letadla            | Počet | Objednané | Cestující     | Cestující     | Cestující     | Cestující     | Poznámky                                          |
| Letadla            | Počet | Objednané | F             | C             | Y             | Celkem        | Poznámky                                          |
| ------------------ | ----- | --------- | ------------- | ------------- | ------------- | ------------- | ------------------------------------------------- |
| Cirrus SR22        | 1     | —         |               |               |               |               | Slouží pro výcvikové lety                         |
| Airbus A319BJ      | 1     | —         | 19 + 15 lůžek | 19 + 15 lůžek | 19 + 15 lůžek | 19 + 15 lůžek | Slouží pro Emirates Executive, verze business jet |
| Airbus A330-900neo | —     | 40        | ?             | ?             | ?             | ?             | Dodávky začnou v roce 2023                        |
| Airbus A350-900    | 4     | 26        | ?             | ?             | ?             | ?             | Dodávky začnou v roce 2024                        |
| Airbus A380-800    | 116   | —         | 14            | 76            | 399           | 489           | Největší provozovatel tohoto typu na světě        |
| Airbus A380-800    | 116   | —         | 14            | 76            | 427           | 517           | Největší provozovatel tohoto typu na světě        |
| Boeing 777-200LR   | 10    | —         | 8             | 42            | 216           | 266           |                                                   |
| Boeing 777-300ER   | 119   | —         | 8             | 44            | 334           | 386           | Největší provozovatel tohoto typu na světě        |
| Boeing 777-300ER   | 119   | —         | —             | 45            | 395           | 440           | Největší provozovatel tohoto typu na světě        |
| Boeing 777-8       | —     | 35        | ?             | ?             | ?             | ?             | Dodávky začnou v roce 2022                        |
| Boeing 777-9       | —     | 115       | ?             | ?             | ?             | ?             | Dodávky začnou v roce 2020                        |
| Celkem             | 257   | 231       |               |               |               |               |                                                   |

### Historická
Typy letadel, které Emirates v minulosti provozovaly:
- 7x Airbus A300-600R (1989–2003)
- 13x Airbus A310-300 (1992–2007)
- 3x Airbus A310-300F (2005–2009)
- 29x Airbus A330-200 (1999-2016)
- 8x Airbus A340-300 (2003–2016)
- 10x Airbus A340-500 (2003–2015)
- 3x Boeing 727-200 (1986–1995)
- 3x Boeing 777-200 (1996–2015)
- 6x Boeing 777-200ER (1997–2016)

## Služby

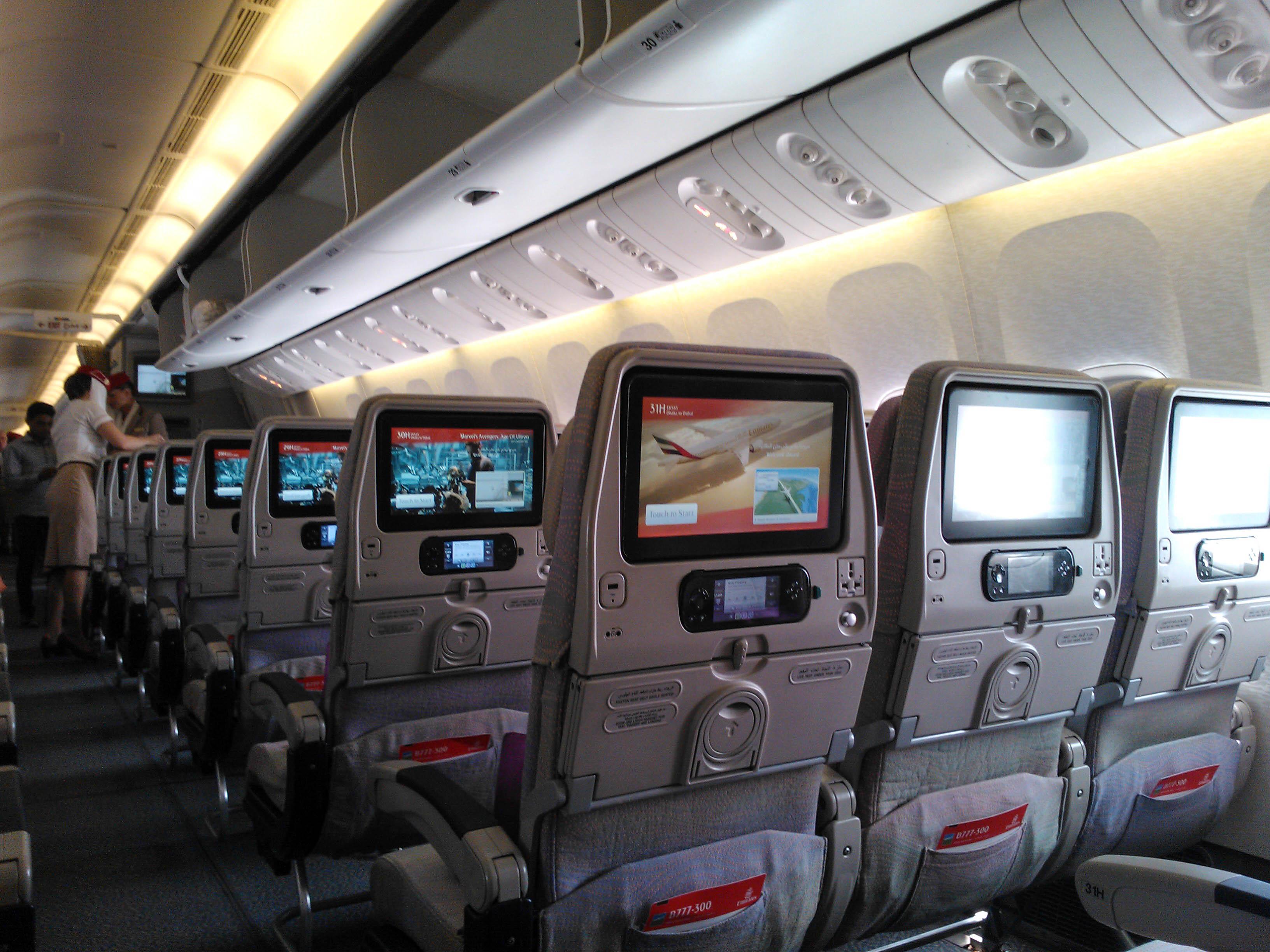
Kabina ekonomické třídy v Boeingu 777-300ER, 2015

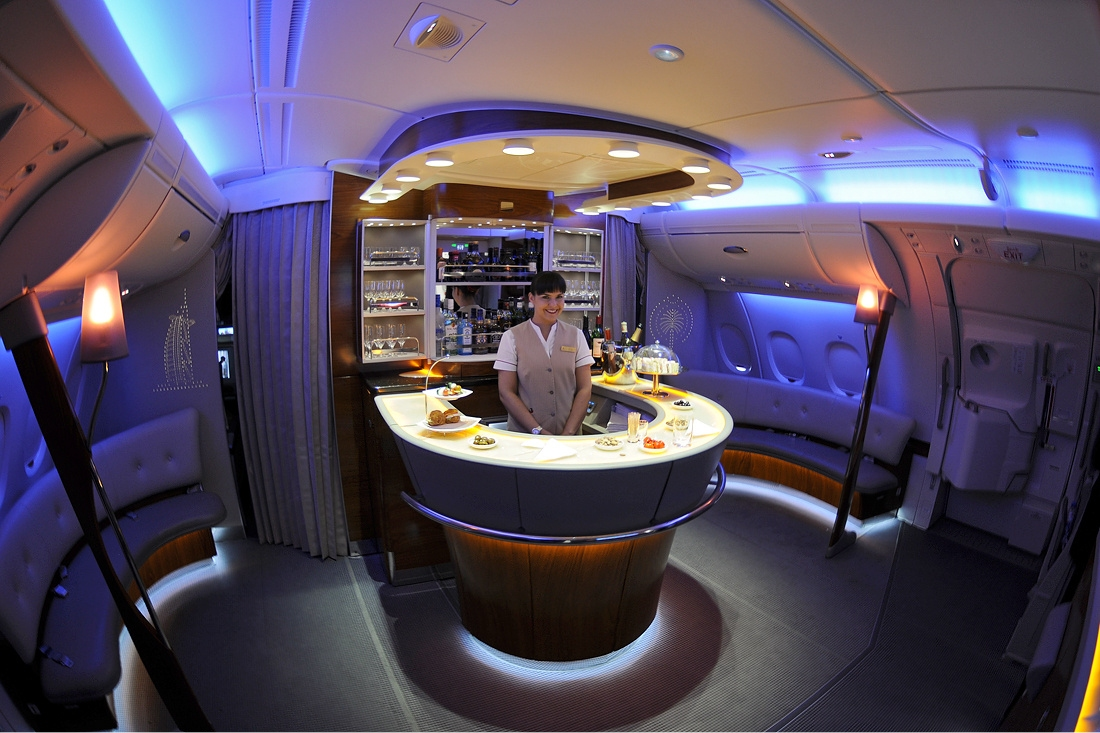
Bar na horní palubě Airbusu A380 dostupný pro cestující obchodní a první třídy, 2011

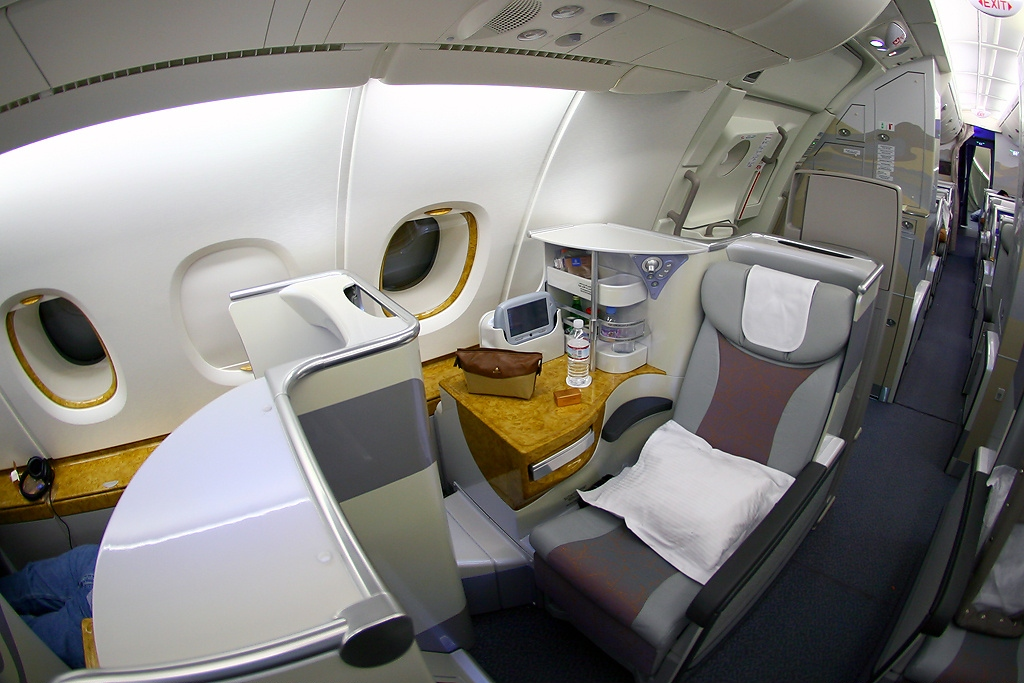
Sedadlo obchodní třídy v Airbusu A380, 2008

### Ekonomická třída
V ekonomické třídě jsou k dispozici sedadla s rozměry (81–86 cm). Hmotnostní limit odbaveného zavazadla u nejlevnějšího ekonomického tarifu je 15 kg, příruční zavazadlo může být o celkové maximální hmotnosti 7 kg a rozměrech (55×38×20 cm).[zdroj?]

### Business třída
Cestující v business třídě mají možnost využít službu Aeromobile, která umožňuje volání z mobilního telefonu během letu. Váhový limit odbaveného zavazadla nesmí překročit 40 kg, příruční zavazadlo může být o dvou kusech do celkové maximální hmotnosti 12 kg.[zdroj?] Pro držitele karet věrnostního programu Emirates (SkyWards) je navíc možný bonus v podobě zvýšení povolené hmotnosti odbaveného zavazadla: pro držitele stříbrné karty + 12 kg a pro držitele zlaté karty + 16 kg. Cestující v business třídě mohou navštívit Business salónky zdarma. Business salónky jsou k dispozici na letištích v Praze, Dubaji a v dalších cílových destinacích. Emirates má po celém světě téměř 30 vlastních business salónků.[zdroj?] K dispozici cestujícím v business třídě je rovněž služba Fast track, která cestujícím umožňuje rychlý průchod přes imigrační kontrolu v Praze, Dubaji nebo v jiné cílové destinaci.[zdroj?]

### První třída
V první třídě jsou k dispozici sedadla široká 78 centimetrů a sklopitelná do vodorovné polohy.[zdroj?] U každého místa je elektrická zásuvka, dva porty USB a extra velký stůl poskytující pracovní plochu. Na 17 palců širokoúhlém televizoru jsou k dispozici stovky hudebních a televizních stanic. Váhový limit odbaveného zavazadla nesmí překročit 50 kg, příruční zavazadlo může být o dvou kusech do celkové maximální hmotnosti 12 kg. Emirates poskytují možnost privátního transferu cestujícího z jeho domova, hotelu či kanceláře na letiště.[zdroj?]

### Věrnostní program
Emirates má věrnostní program (Frequent-flyer program – FFP) pro často létající cestující, nazvaný „Emirates Skywards“. Emirates není členem žádné aliance leteckých společností. Program je využívaný více než 5,72 miliony cestujícími.[kdy?] K dispozici jsou čtyři úrovně Blue, Silver po dosažení 25 000 mil, Gold po dosažení 50 000 mil a IO, který je připraven pouze pro vybrané zákazníky.[zdroj?]

## Letecké nehody
- Dne 20. března 2009 bylo letadlo společnosti Emirates z Melbourne do Dubaje nuceno nouzově přistát vzhledem k problémům vzniklým při startu, kdy se mu nepodařilo nabrat dostatečnou rychlost. Vzhledem k této skutečnosti došlo ke kontaktu zadní části letadla s rozjezdovou dráhou. Pilotovi se však ale podařilo nouzově přistát a nikomu na palubě se nic nestalo.
- 9. listopadu 2012 kolem 11:30 nouzově přistál Airbus A380 společnosti Emirates, který letěl z Dubaje do Amsterdamu, na pražském letišti Václava Havla. Letadlo požádalo o nouzové přistání a před Humpolcem začalo klesat téměř z jedenácti kilometrů na pražské letiště. Příčinou tohoto přistání byly zdravotní komplikace jedné z cestujících, spojené s nedostatečným přísunem tekutin během dlouhého letu. U ženy byla přes rychlý zásah zdravotníků po dvanácté hodině konstatována smrt. Airbus A380 odletěl z letiště Václava Havla ve 13:16 a do cílového Amsterdamu dorazil s přibližně dvouhodinovým zpožděním.
- Let Emirates 521 – dne 3. srpna 2016 v 12:45 místního času letadlo společnosti Emirates havarovalo při přistání na mezinárodním letišti v Dubaji. Na palubě letounu Boeing 777-300 imatrikulace A6-EMW bylo 282 cestujících a 18 osob z posádky. Všech 300 osob z hořícího letadla uniklo a přežilo. Nehoda si vyžádal jeden lidský život zasahujícího hasiče a 14 lehkých zranění.

## Fotogalerie
Pro zobrazení typu letadla přejeďte myší po obrázku

### Současná flotila

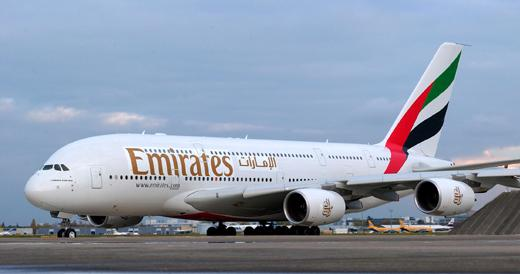
Airbus A380-800
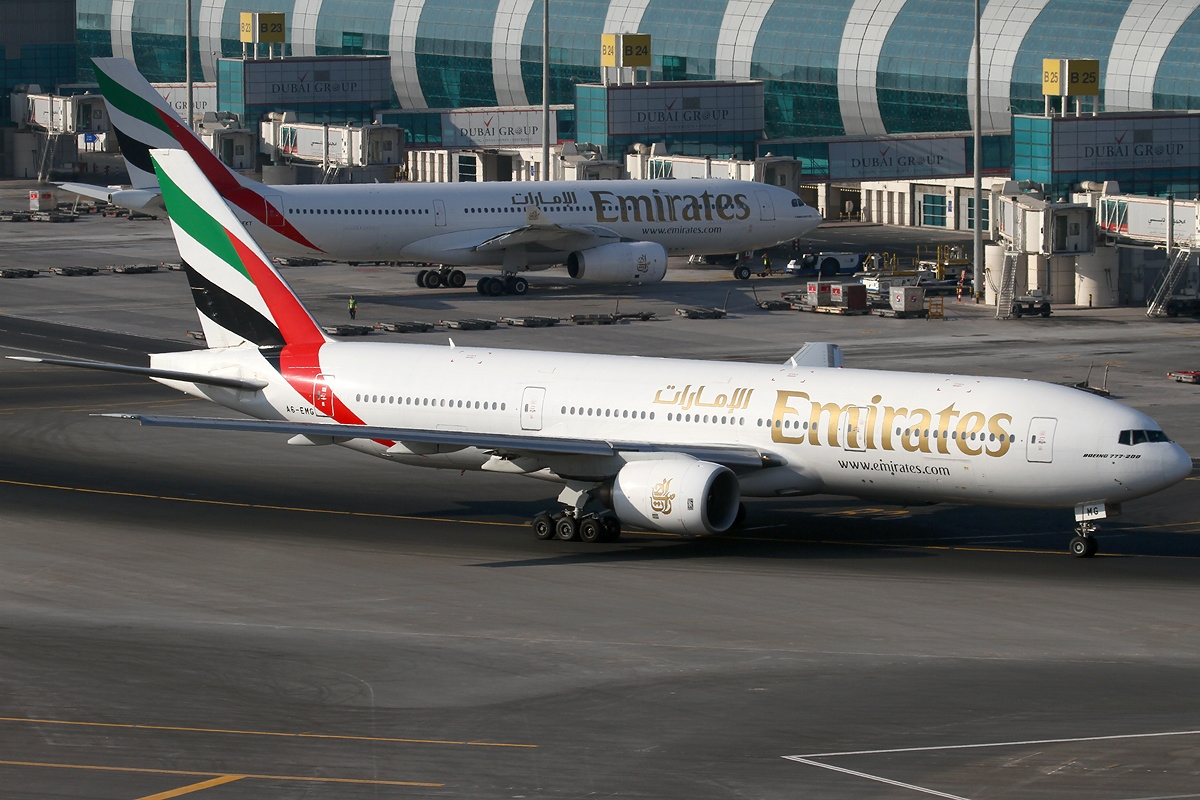
Boeing 777-200
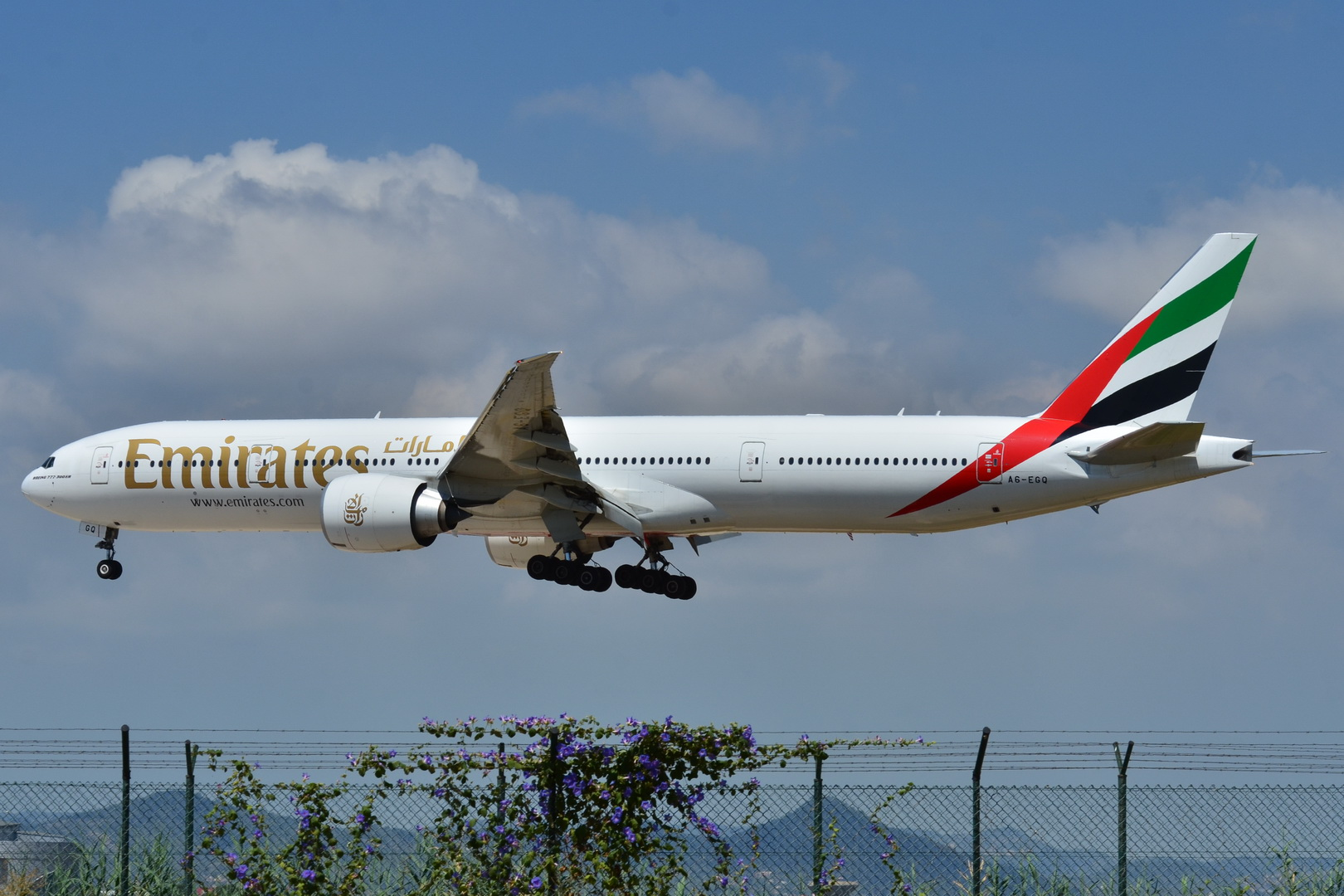
Boeing 777-300ER
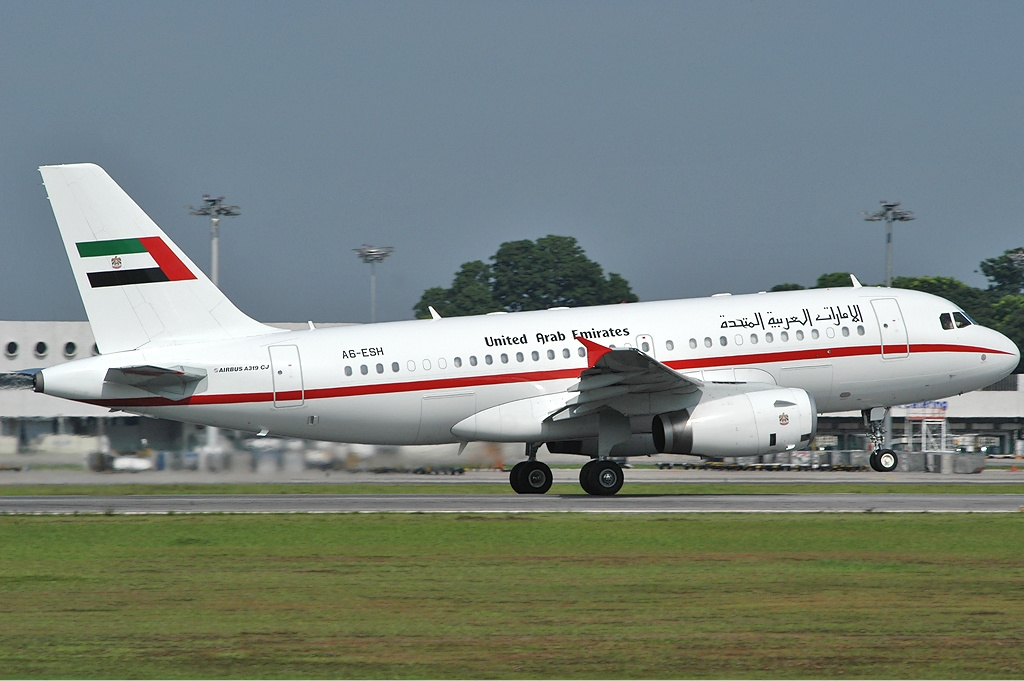
Airbus A319CJ (business jet)
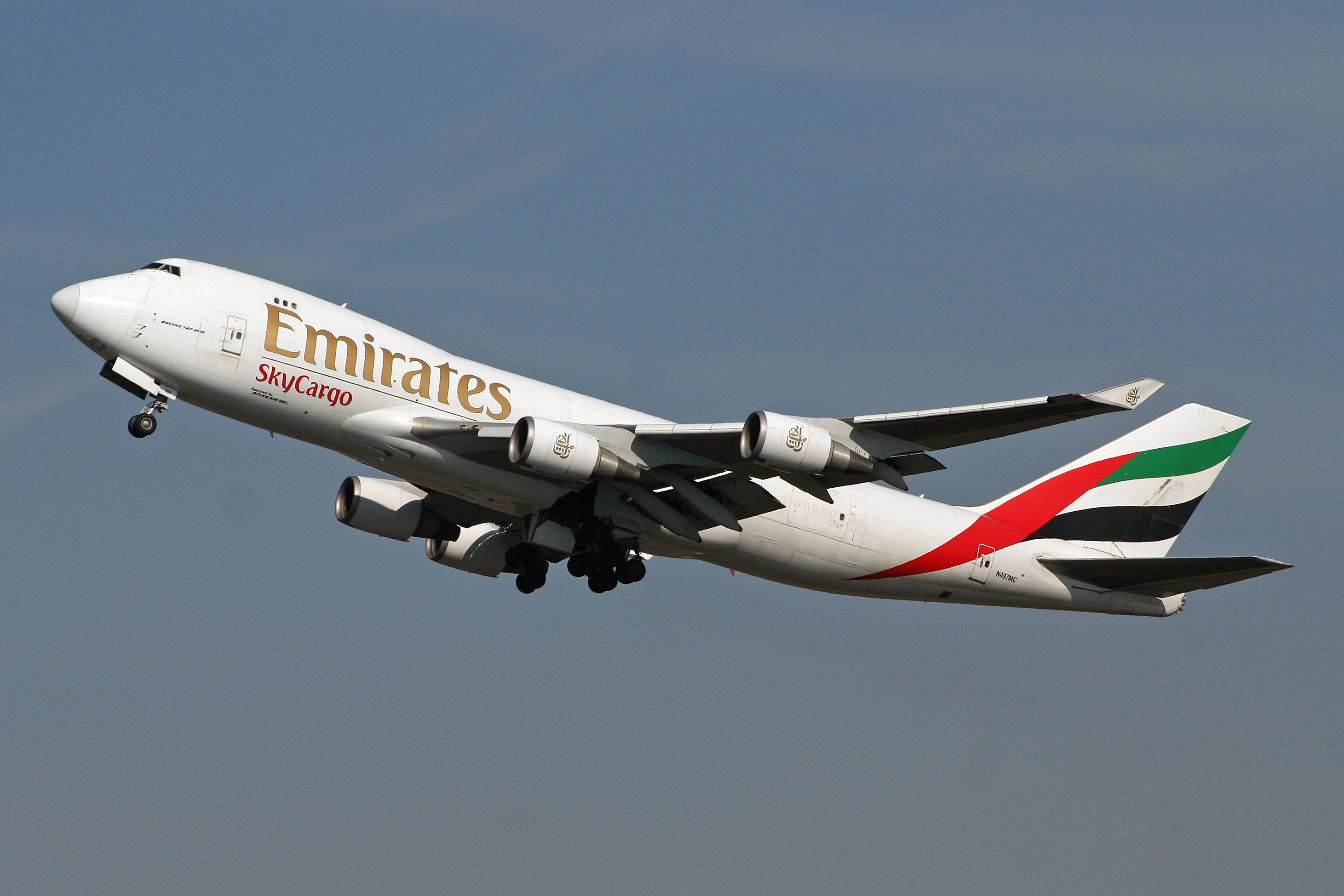
Boeing 747-400F
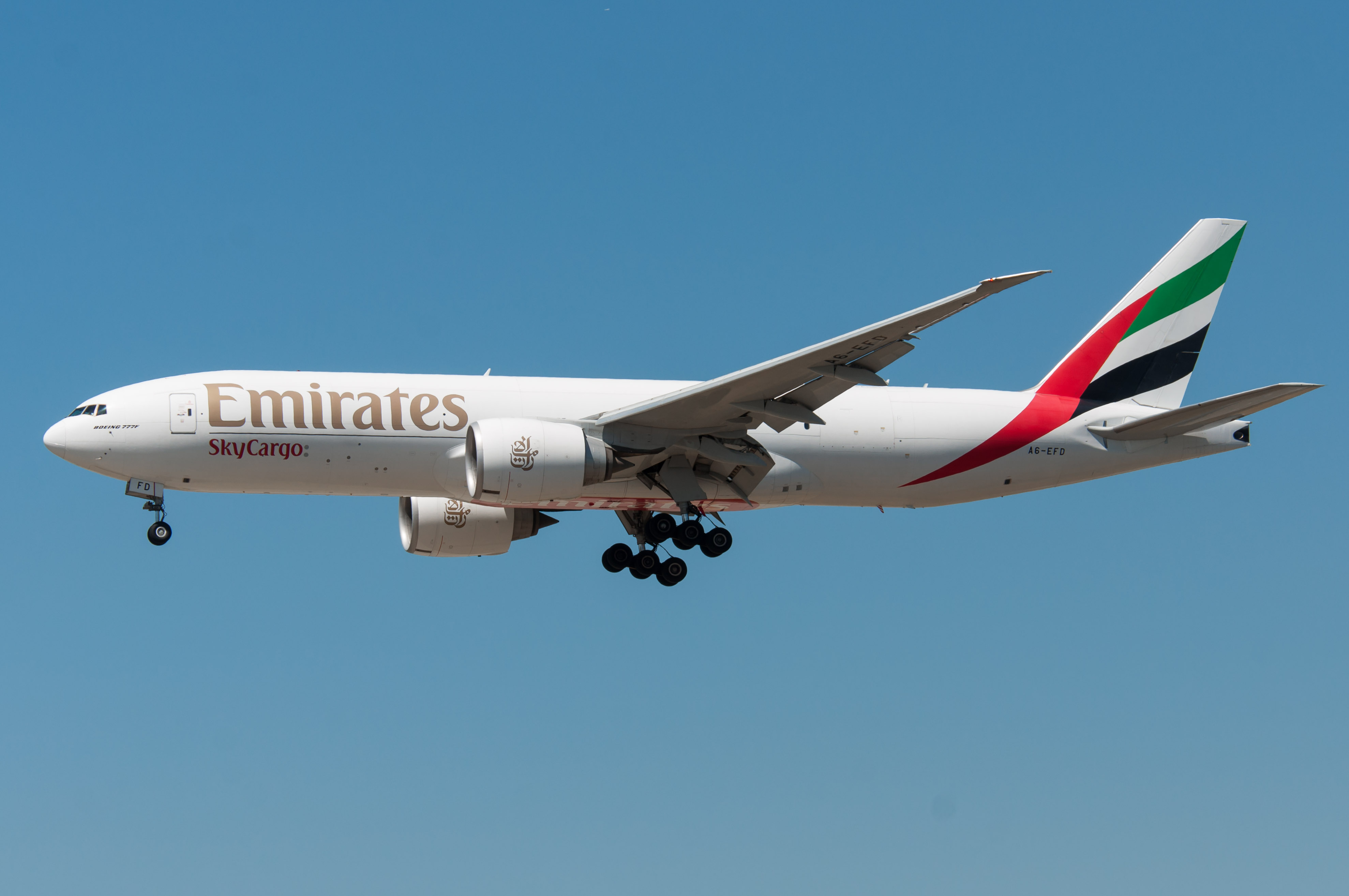
Boeing 777F

### Vysloužilá letadla

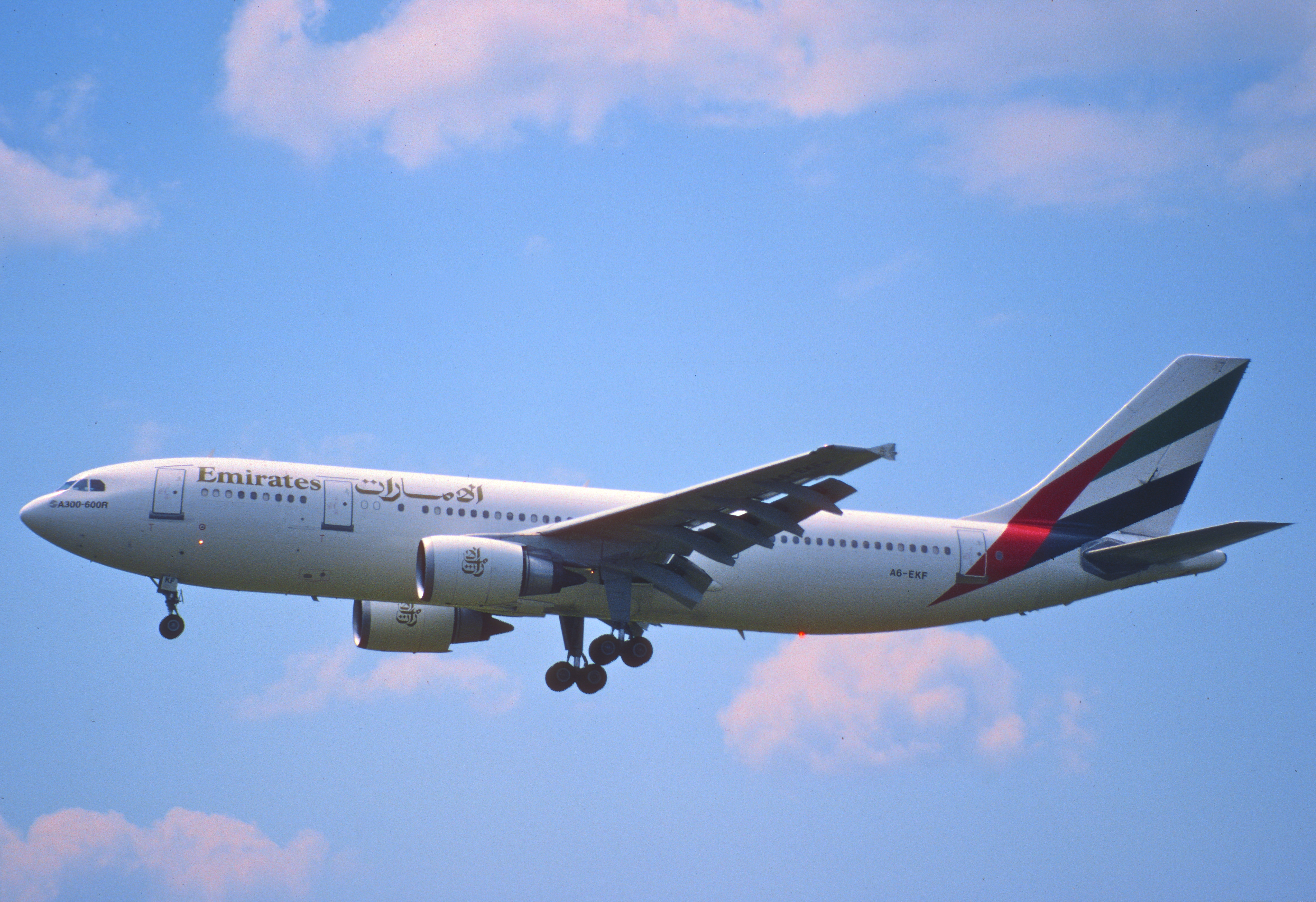
Airbus A300
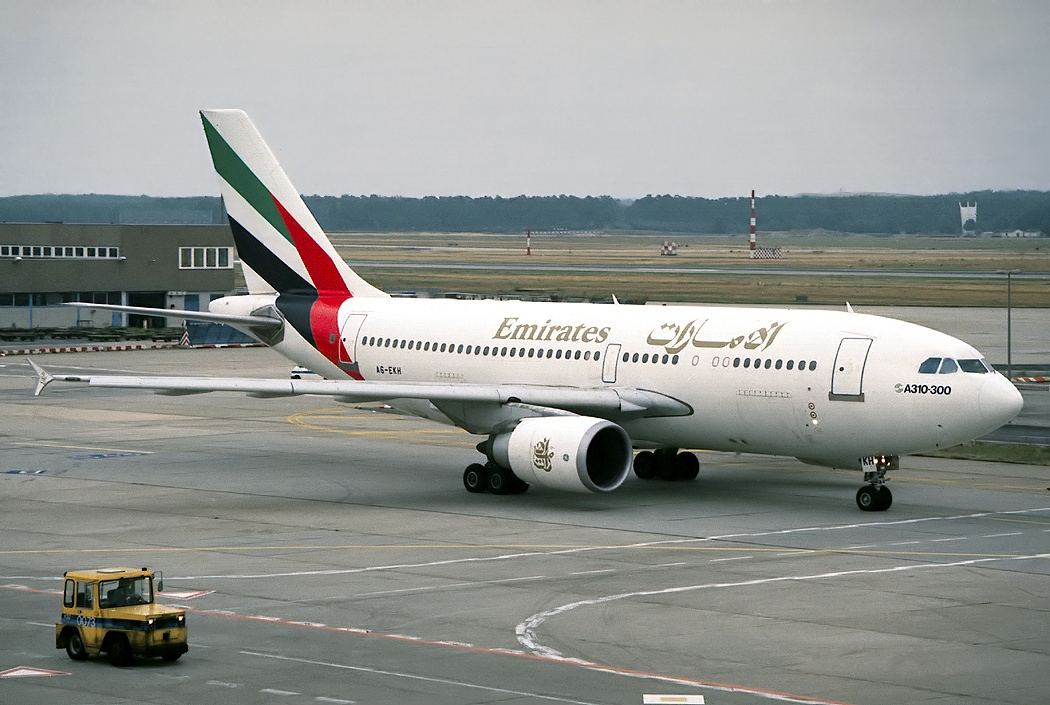
Airbus A310
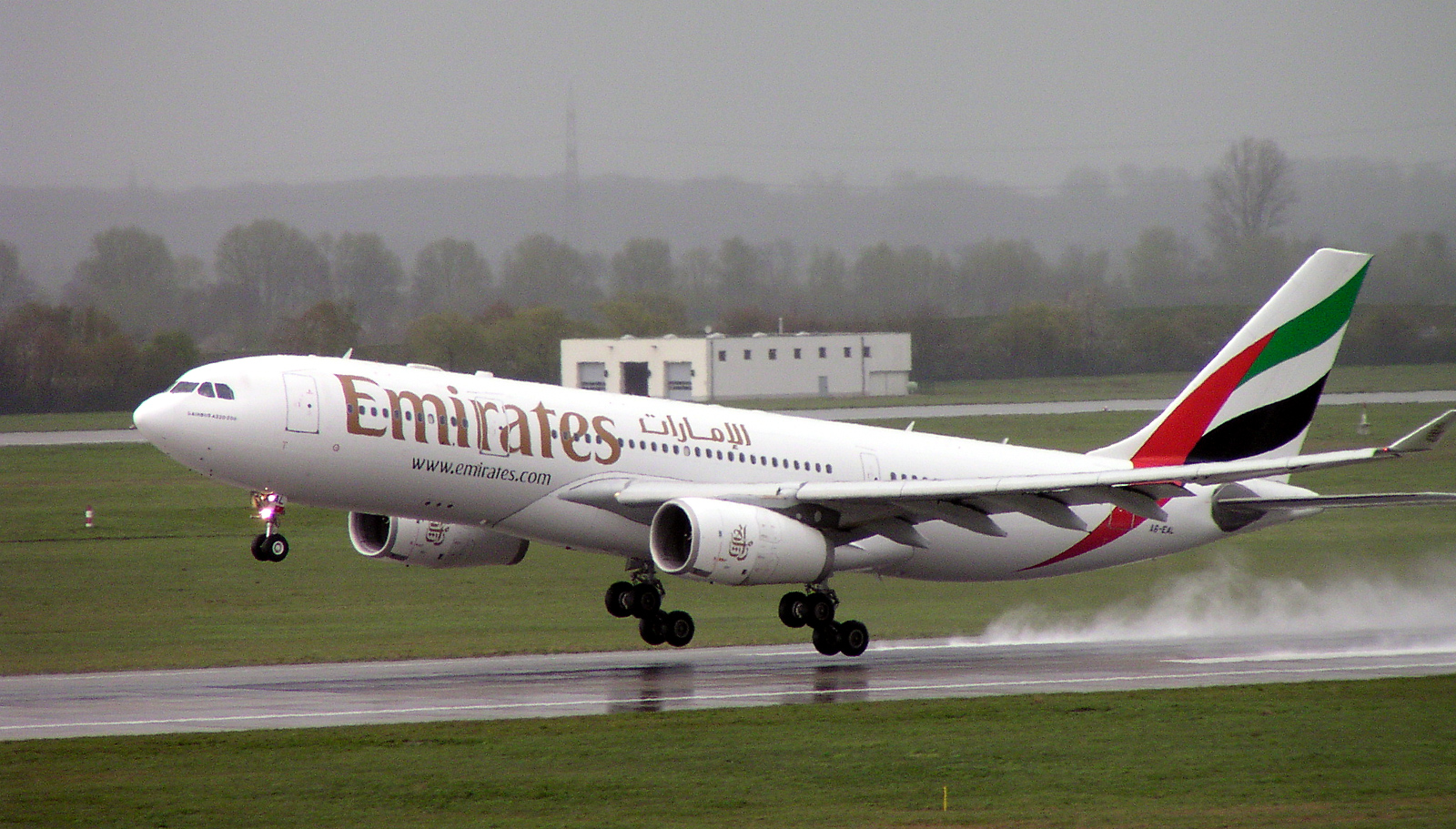
Airbus A330-200
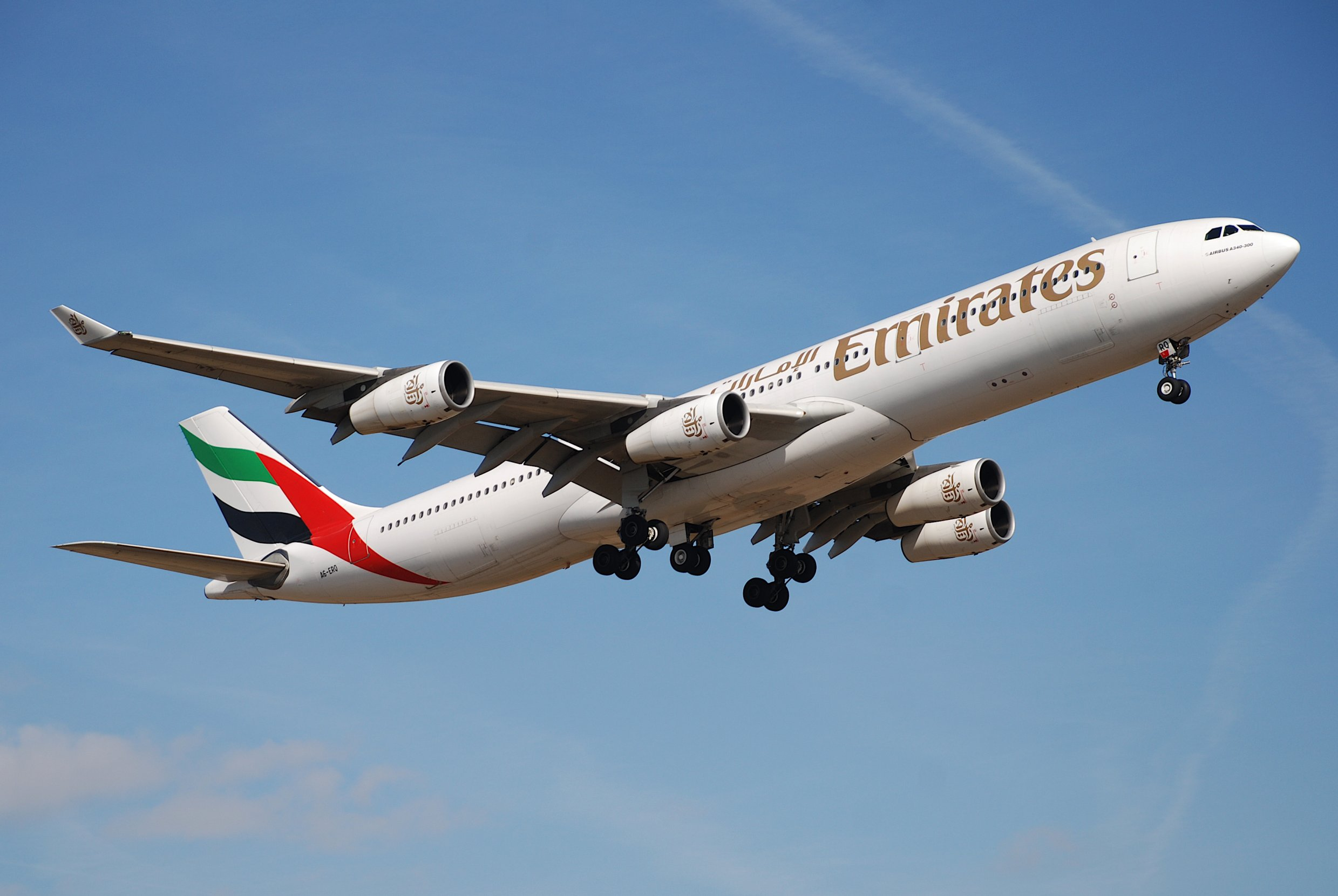
Airbus A340-300
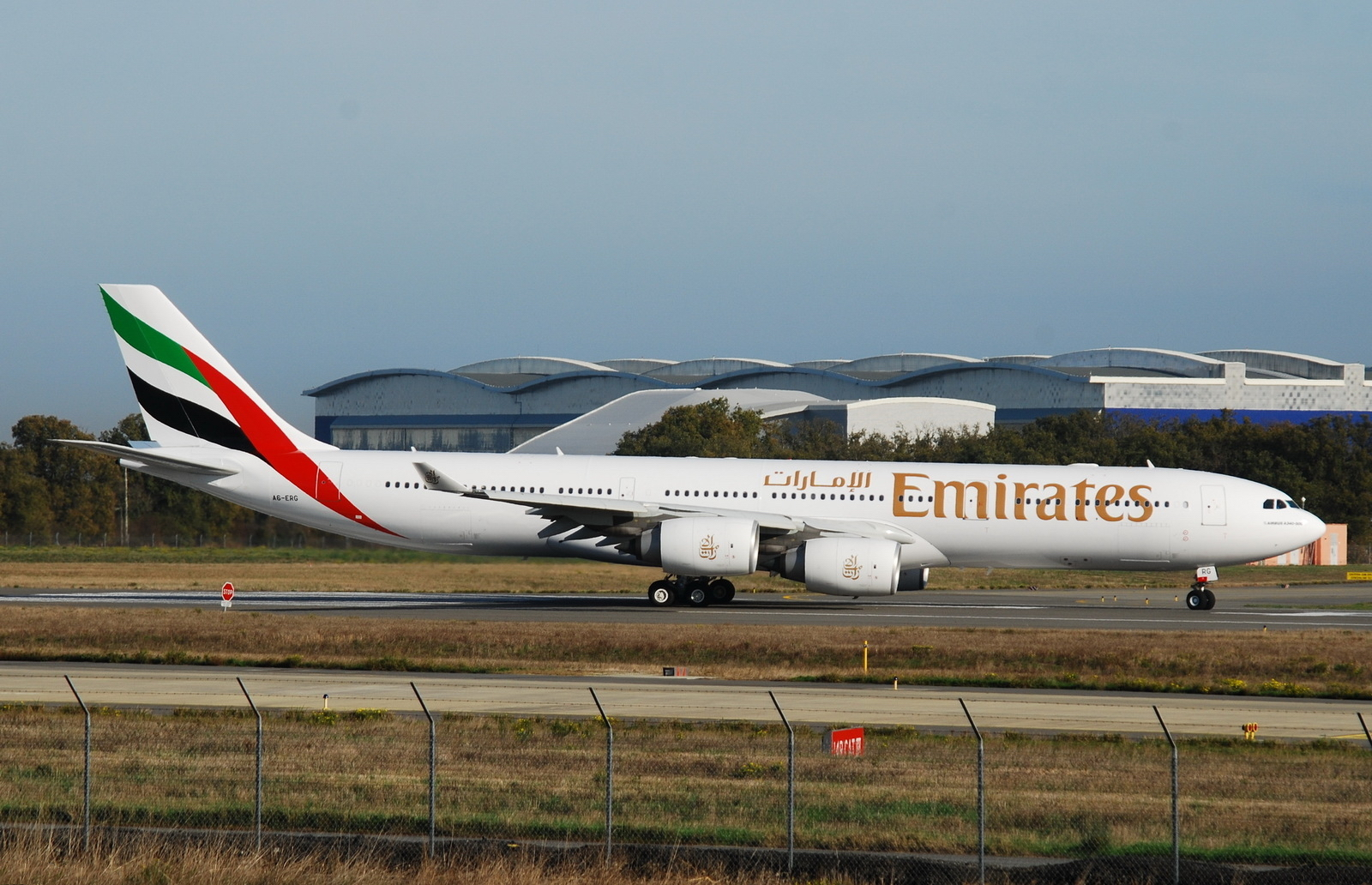
Airbus A340-500
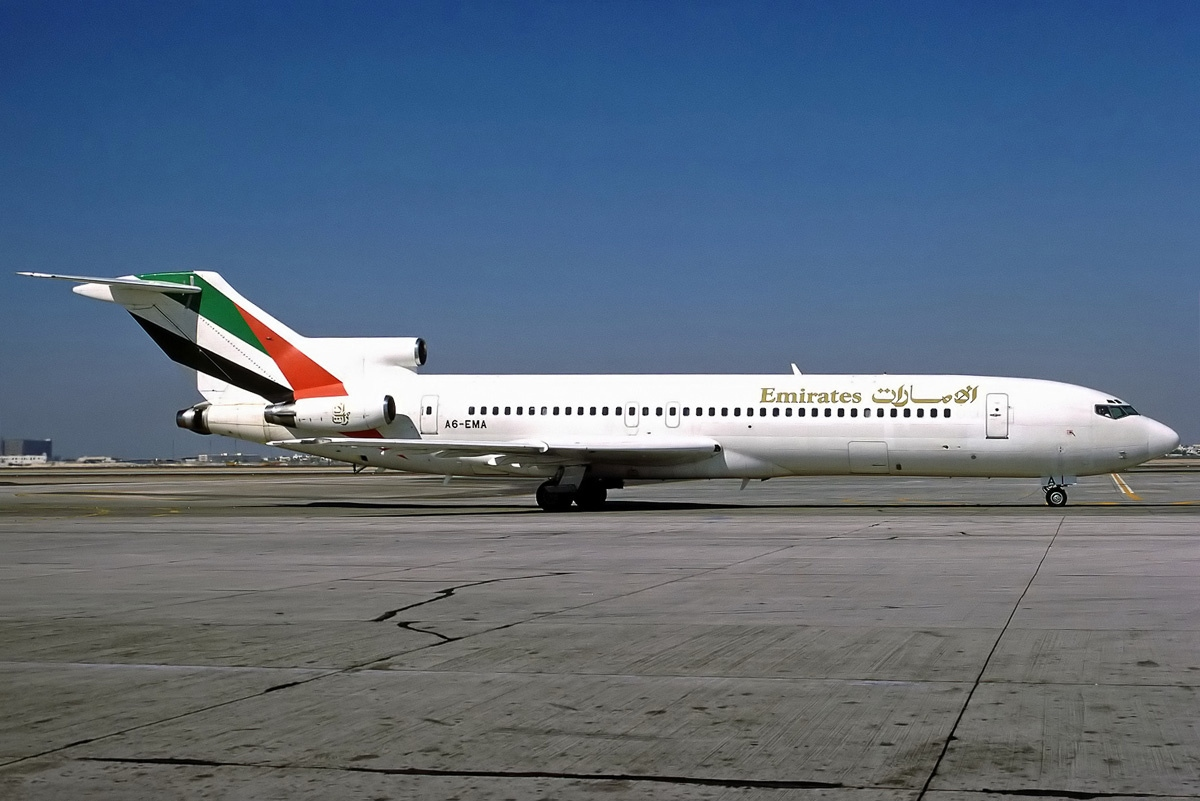
Boeing 727-200

## Speciální zbarvení

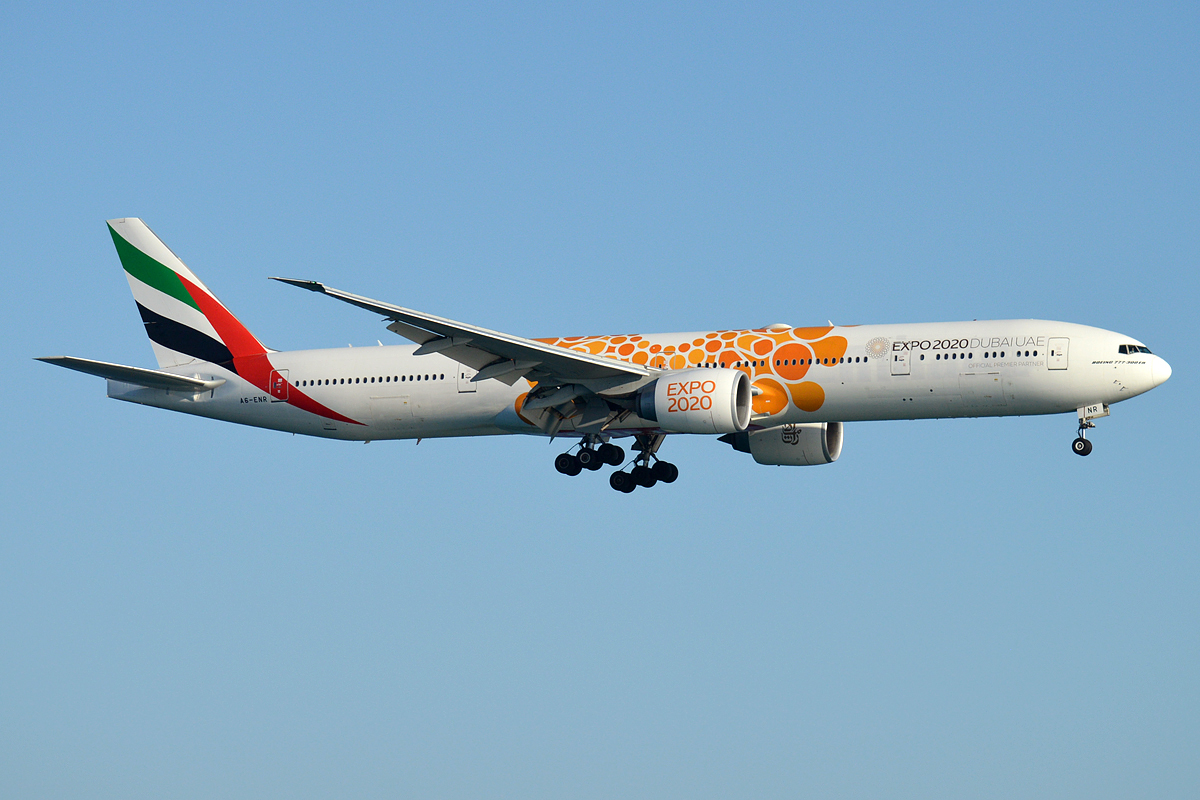
orange Expo 2020
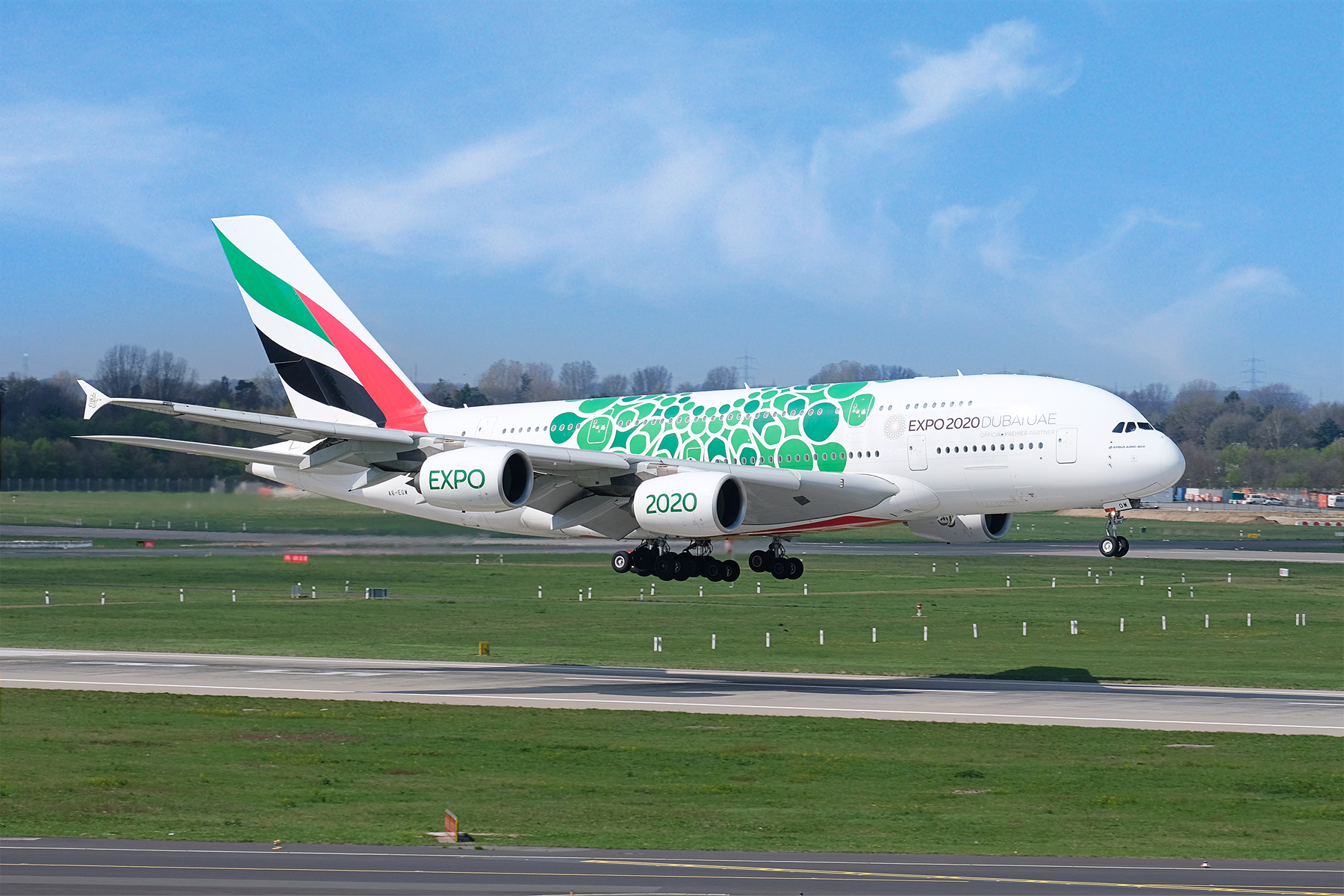
green Expo 2020
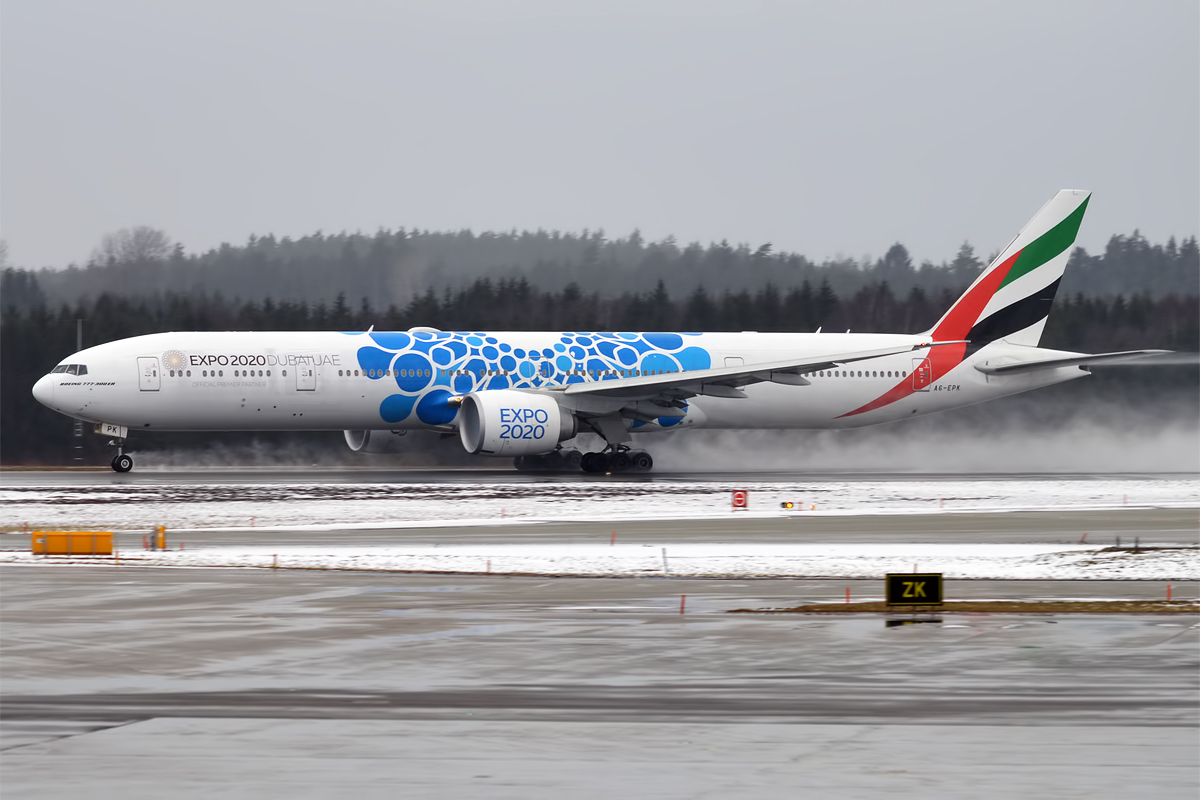
blue Expo livery
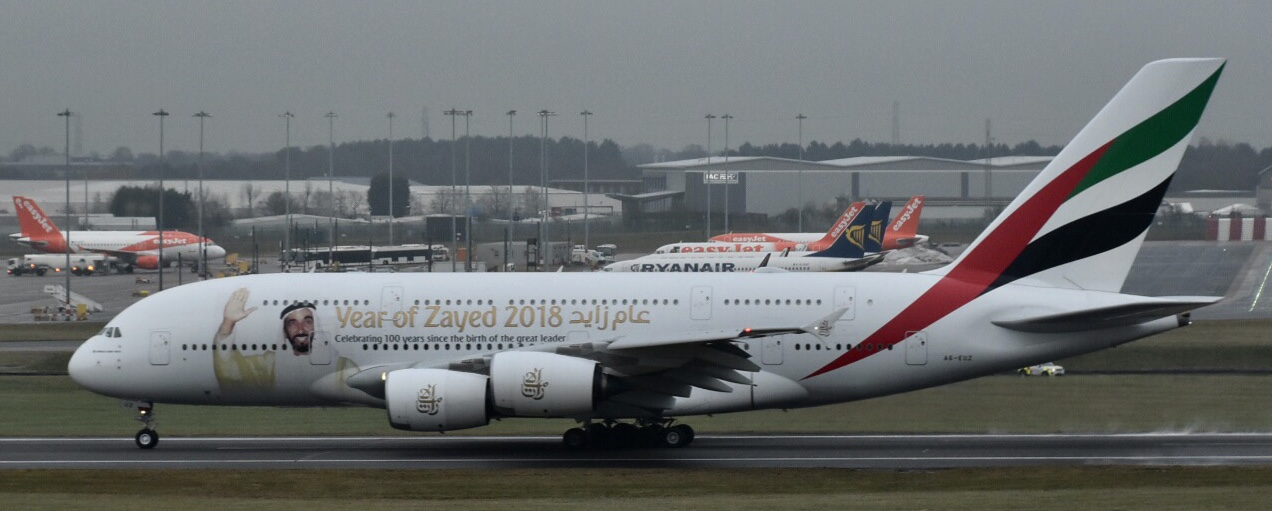
Year Of Zayed
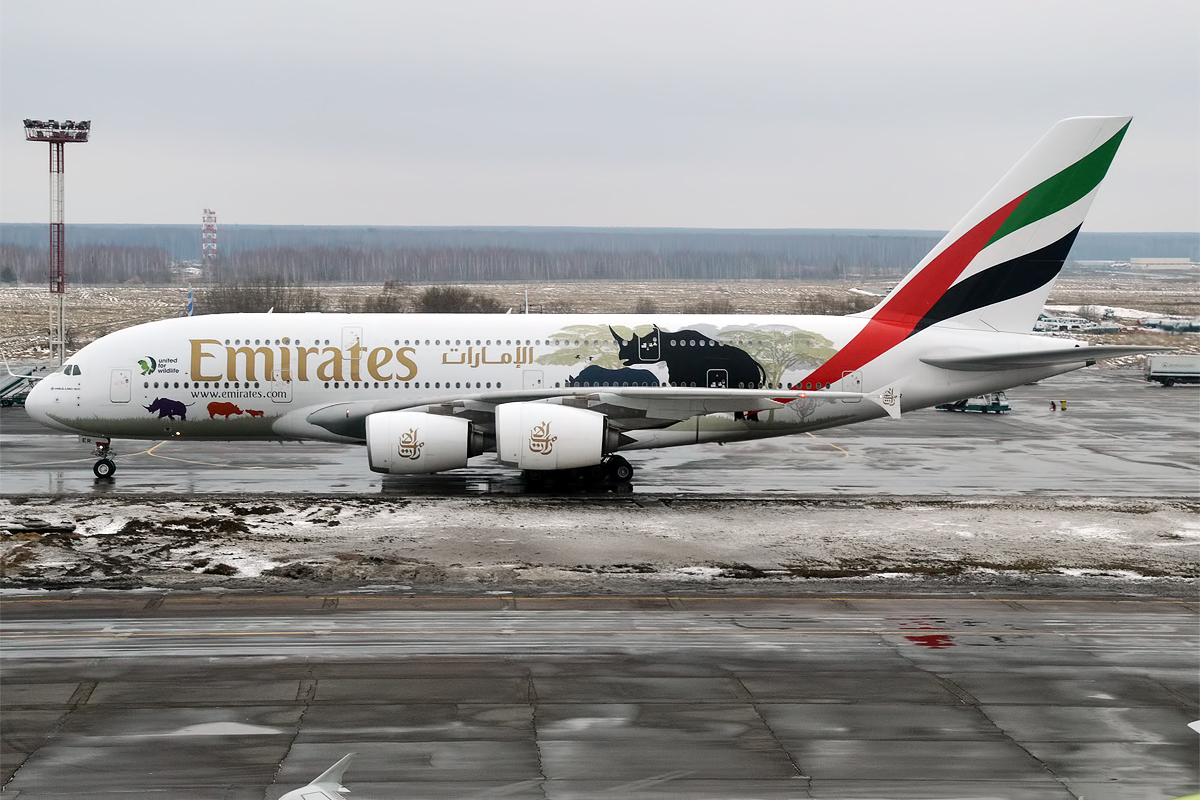
United for Wildlife
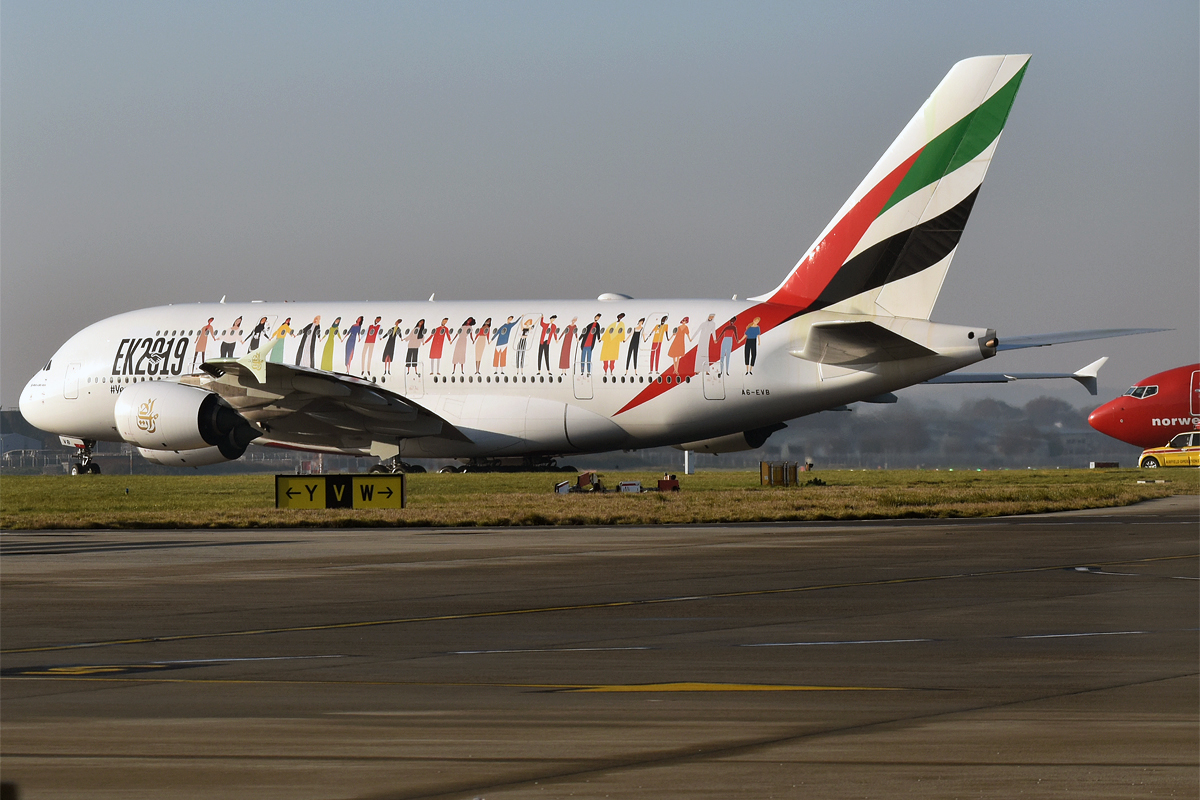
Year of Tolerance